# 송유하
송유하(1980년 5월 6일 ~ )는 대한민국의 배우이다.

## 학력
- 건국대학교 경영학과 (중퇴)

## 연기 활동

### 드라마
- 인터넷 드라마 《헌터》
- 2011년 SBS 아침연속극 《태양의 신부》 ... 백경우 역
- 2012년 MBC 월화드라마 《골든타임》 ... 방선우 역
- 2013년 OCN 일요드라마 《특수사건 전담반 TEN 2》  ... 강진욱 역
- 2014년 KBS 다큐멘터리 《판소리 - 춘향전》
- 2015년 KBS 월화드라마 《오 마이 비너스》 ... 고PD 역
- 2018년 MBC 월화드라마 《배드파파》

### 영화
- 2007년 : 《굿바이 테러리스트》
- 2010년 : 《쩨쩨한 로맨스》 ... 종수 역
- 2011년 : 《굿바이 마이 스마일》 ... 고진 역
- 2013년 : 《코알라》 ... 홍종익 역
- 2015년 : 《탐정: 더 비기닝》 ... 황보형사 역
- 2016년 : 《히야》
- 2025년 : 《히트맨 2》 ... 쿠니무라 역

### 연극
- 《삼거리 연가》

### 광고
- 《SK텔레콤》
- 《해태음료》
- 《비너스》
- 《아침햇살》
- 《카스》
- 《박카스》
- 《나눔육우협회》
- 《하이트 맥주》

### 뮤직비디오
- 《스페이스A - 바람난 남자》